# Elecciones provinciales de Tucumán de 2003
El 29 de junio de 2003 se realizaron elecciones para elegir Gobernador, vicegobernador y 41 diputados provinciales, de la Provincia de Tucumán.
El resultado estableció que José Alperovich fuera elegido gobernador de la provincia con un 44% de los votos.

## Resultados

### Gobernador y vicegobernador
| Fórmula               | Fórmula               | Partido/Alianza       | Partido/Alianza          | Votos   | %     |
| Gobernador            | Vicegobernador        | Partido/Alianza       | Partido/Alianza          | Votos   | %     |
| --------------------- | --------------------- | --------------------- | ------------------------ | ------- | ----- |
| José Alperovich       | Fernando Juri         |                       | Frente Fundacional       | 271.579 | 44,40 |
| Esteban Jerez         | Horacio Ibarreche     |                       | Frente Unión por Tucumán | 157.582 | 25,76 |
| Ricardo Bussi         | Roberto Lix Klett     |                       | Fuerza Republicana       | 122.363 | 20,00 |
| Osvaldo Cirnigliaro   | Ariel Fernández       |                       | Frente Anticorrupción    | 54.640  | 8,93  |
| Héctor Manfredo       | Miguel Garrido        |                       | Izquierda Unida          | 2.349   | 0,38  |
| Raúl Gil Romero       | María Teresa Porcel   |                       | Partido Humanista        | 1.610   | 0,26  |
| Daniel Blanco         | Gustavo Arquez        |                       | Partido Obrero           | 1.416   | 0,23  |
| Ricardo Ibáñez        | Daniel Andrada        |                       | Vanguardia Provincial    | 177     | 0,03  |
| Votos positivos       | Votos positivos       | Votos positivos       | Votos positivos          | 611.716 | 96,19 |
| Votos en blanco       | Votos en blanco       | Votos en blanco       | Votos en blanco          | 15.898  | 2,50  |
| Votos nulos           | Votos nulos           | Votos nulos           | Votos nulos              | 8.304   | 1,31  |
| Participación         | Participación         | Participación         | Participación            | 635.918 | 72,76 |
| Electores registrados | Electores registrados | Electores registrados | Electores registrados    | 873.948 | 100   |
| Fuentes:              |                       |                       |                          |         |       |

### Legislatura Provincial
| Lema                  | Lema                        | Votos     | %         | Bancas |
| --------------------- | --------------------------- | --------- | --------- | ------ |
|                       | Frente Fundacional          | 312.284   | 56,70     | 26/40  |
|                       | Frente Unión por Tucumán    | 128.490   | 23,33     | 8/40   |
|                       | Fuerza Republicana          | 79.376    | 14,41     | 5/40   |
|                       | Frente Anticorrupción       | 21.925    | 3,98      | 1/40   |
|                       | Izquierda Unida             | 2.472     | 0,45      |        |
|                       | Partido Humanista           | 1.748     | 0,32      |        |
|                       | Voluntad Objetiva de Servir | 1.442     | 0,26      |        |
|                       | Partido Obrero              | 1.393     | 0,25      |        |
|                       | Partido de los Trabajadores | 1.197     | 0,22      |        |
|                       | Frente Amplio por Tucumán   | 486       | 0,09      |        |
| Votos positivos       | Votos positivos             | 550.813   | Sin datos |        |
| Votos en blanco       | Votos en blanco             | Sin datos | Sin datos |        |
| Votos nulos           | Votos nulos                 | Sin datos | Sin datos |        |
| Participación         | Participación               | Sin datos | Sin datos |        |
| Electores registrados | Electores registrados       | 873.948   | 100       |        |
| Fuentes:              |                             |           |           |        |

#### Resultados por secciones electorales

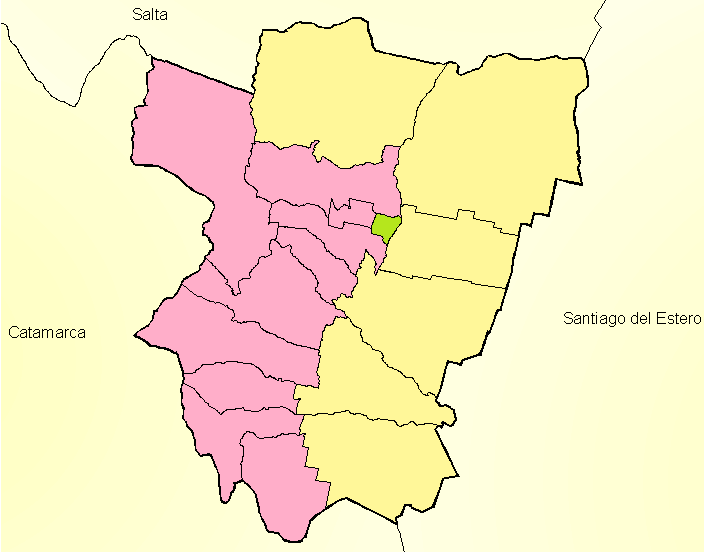
Secciones electorales de Tucumán:
Sección I – Capital
Sección II – Este
Sección III – Oeste

| Sección Electoral I – Capital 18 Diputados | Sección Electoral I – Capital 18 Diputados | Sección Electoral I – Capital 18 Diputados | Sección Electoral I – Capital 18 Diputados | Sección Electoral I – Capital 18 Diputados | Sección Electoral I – Capital 18 Diputados | Sección Electoral I – Capital 18 Diputados | Sección Electoral I – Capital 18 Diputados | Sección Electoral I – Capital 18 Diputados |
| Lema                                       | Lema                                       | Sublema                                    | Sublema                                    | Sublema                                    | Lema                                       | Lema                                       | Lema                                       | Lema |
| Lema                                       | Lema                                       | Sublema                                    | Votos                                      | %                                          | Votos                                      | %                                          | Bancas                                     | Electos |
| ------------------------------------------ | ------------------------------------------ | ------------------------------------------ | ------------------------------------------ | ------------------------------------------ | ------------------------------------------ | ------------------------------------------ | ------------------------------------------ | --- |
|                                            | Frente Fundacional                         | Unidos para la Victoria                    | 7.906                                      | 8,00                                       | 98.840                                     | 44,82                                      | 9/18                                       | - Beatriz Luisa Ávila - Rolando René Alfaro - Virgilio Daniel Heredia - Fernando Said Juri - Antonio Raed - Luis Rodolfo Ocaranza - Antonio Lázaro Álvarez - Alejandro Carlos Sangenis - Marta Zurita  |
| Siempre Junto al Pueblo                    | Frente Fundacional                         | 7.076                                      | 7,16                                       |                                            | 98.840                                     | 44,82                                      | 9/18                                       | - Beatriz Luisa Ávila - Rolando René Alfaro - Virgilio Daniel Heredia - Fernando Said Juri - Antonio Raed - Luis Rodolfo Ocaranza - Antonio Lázaro Álvarez - Alejandro Carlos Sangenis - Marta Zurita  |
| Frente Fundacional de Capital              | Frente Fundacional                         | 4.714                                      | 4,77                                       |                                            | 98.840                                     | 44,82                                      | 9/18                                       | - Beatriz Luisa Ávila - Rolando René Alfaro - Virgilio Daniel Heredia - Fernando Said Juri - Antonio Raed - Luis Rodolfo Ocaranza - Antonio Lázaro Álvarez - Alejandro Carlos Sangenis - Marta Zurita  |
| 17 de Noviembre                            | Frente Fundacional                         | 4.244                                      | 4,29                                       |                                            | 98.840                                     | 44,82                                      | 9/18                                       | - Beatriz Luisa Ávila - Rolando René Alfaro - Virgilio Daniel Heredia - Fernando Said Juri - Antonio Raed - Luis Rodolfo Ocaranza - Antonio Lázaro Álvarez - Alejandro Carlos Sangenis - Marta Zurita  |
| Renacer Peronista                          | Frente Fundacional                         | 4.032                                      | 4,08                                       |                                            | 98.840                                     | 44,82                                      | 9/18                                       | - Beatriz Luisa Ávila - Rolando René Alfaro - Virgilio Daniel Heredia - Fernando Said Juri - Antonio Raed - Luis Rodolfo Ocaranza - Antonio Lázaro Álvarez - Alejandro Carlos Sangenis - Marta Zurita  |
| Peronismo de la Capital                    | Frente Fundacional                         | 3.673                                      | 3,72                                       |                                            | 98.840                                     | 44,82                                      | 9/18                                       | - Beatriz Luisa Ávila - Rolando René Alfaro - Virgilio Daniel Heredia - Fernando Said Juri - Antonio Raed - Luis Rodolfo Ocaranza - Antonio Lázaro Álvarez - Alejandro Carlos Sangenis - Marta Zurita  |
| En Defensa del Pueblo                      | Frente Fundacional                         | 3.624                                      | 3,67                                       |                                            | 98.840                                     | 44,82                                      | 9/18                                       | - Beatriz Luisa Ávila - Rolando René Alfaro - Virgilio Daniel Heredia - Fernando Said Juri - Antonio Raed - Luis Rodolfo Ocaranza - Antonio Lázaro Álvarez - Alejandro Carlos Sangenis - Marta Zurita  |
| Alternativa Ciudadana                      | Frente Fundacional                         | 3.595                                      | 3,64                                       |                                            | 98.840                                     | 44,82                                      | 9/18                                       | - Beatriz Luisa Ávila - Rolando René Alfaro - Virgilio Daniel Heredia - Fernando Said Juri - Antonio Raed - Luis Rodolfo Ocaranza - Antonio Lázaro Álvarez - Alejandro Carlos Sangenis - Marta Zurita  |
| Unidos por la Ciudad                       | Frente Fundacional                         | 3.182                                      | 3,22                                       |                                            | 98.840                                     | 44,82                                      | 9/18                                       | - Beatriz Luisa Ávila - Rolando René Alfaro - Virgilio Daniel Heredia - Fernando Said Juri - Antonio Raed - Luis Rodolfo Ocaranza - Antonio Lázaro Álvarez - Alejandro Carlos Sangenis - Marta Zurita  |
| La Línea Fundacional                       | Frente Fundacional                         | 3.113                                      | 3,15                                       |                                            | 98.840                                     | 44,82                                      | 9/18                                       | - Beatriz Luisa Ávila - Rolando René Alfaro - Virgilio Daniel Heredia - Fernando Said Juri - Antonio Raed - Luis Rodolfo Ocaranza - Antonio Lázaro Álvarez - Alejandro Carlos Sangenis - Marta Zurita  |
| Por Tucumán                                | Frente Fundacional                         | 2.985                                      | 3,02                                       |                                            | 98.840                                     | 44,82                                      | 9/18                                       | - Beatriz Luisa Ávila - Rolando René Alfaro - Virgilio Daniel Heredia - Fernando Said Juri - Antonio Raed - Luis Rodolfo Ocaranza - Antonio Lázaro Álvarez - Alejandro Carlos Sangenis - Marta Zurita  |
| Juventud y Dignidad Peronista              | Frente Fundacional                         | 2.731                                      | 2,76                                       |                                            | 98.840                                     | 44,82                                      | 9/18                                       | - Beatriz Luisa Ávila - Rolando René Alfaro - Virgilio Daniel Heredia - Fernando Said Juri - Antonio Raed - Luis Rodolfo Ocaranza - Antonio Lázaro Álvarez - Alejandro Carlos Sangenis - Marta Zurita  |
| Nueva Esperanza Peronista                  | Frente Fundacional                         | 2.683                                      | 2,71                                       |                                            | 98.840                                     | 44,82                                      | 9/18                                       | - Beatriz Luisa Ávila - Rolando René Alfaro - Virgilio Daniel Heredia - Fernando Said Juri - Antonio Raed - Luis Rodolfo Ocaranza - Antonio Lázaro Álvarez - Alejandro Carlos Sangenis - Marta Zurita  |
| Propuesta Ciudadana                        | Frente Fundacional                         | 2.452                                      | 2,48                                       |                                            | 98.840                                     | 44,82                                      | 9/18                                       | - Beatriz Luisa Ávila - Rolando René Alfaro - Virgilio Daniel Heredia - Fernando Said Juri - Antonio Raed - Luis Rodolfo Ocaranza - Antonio Lázaro Álvarez - Alejandro Carlos Sangenis - Marta Zurita  |
| Cambio Político Tucumano                   | Frente Fundacional                         | 2.339                                      | 2,37                                       |                                            | 98.840                                     | 44,82                                      | 9/18                                       | - Beatriz Luisa Ávila - Rolando René Alfaro - Virgilio Daniel Heredia - Fernando Said Juri - Antonio Raed - Luis Rodolfo Ocaranza - Antonio Lázaro Álvarez - Alejandro Carlos Sangenis - Marta Zurita  |
| Solidaridad y Trabajo                      | Frente Fundacional                         | 2.191                                      | 2,22                                       |                                            | 98.840                                     | 44,82                                      | 9/18                                       | - Beatriz Luisa Ávila - Rolando René Alfaro - Virgilio Daniel Heredia - Fernando Said Juri - Antonio Raed - Luis Rodolfo Ocaranza - Antonio Lázaro Álvarez - Alejandro Carlos Sangenis - Marta Zurita  |
| Justicialismo con la Gente                 | Frente Fundacional                         | 2.064                                      | 2,09                                       |                                            | 98.840                                     | 44,82                                      | 9/18                                       | - Beatriz Luisa Ávila - Rolando René Alfaro - Virgilio Daniel Heredia - Fernando Said Juri - Antonio Raed - Luis Rodolfo Ocaranza - Antonio Lázaro Álvarez - Alejandro Carlos Sangenis - Marta Zurita  |
| Evolución Justicialista                    | Frente Fundacional                         | 2.035                                      | 2,06                                       |                                            | 98.840                                     | 44,82                                      | 9/18                                       | - Beatriz Luisa Ávila - Rolando René Alfaro - Virgilio Daniel Heredia - Fernando Said Juri - Antonio Raed - Luis Rodolfo Ocaranza - Antonio Lázaro Álvarez - Alejandro Carlos Sangenis - Marta Zurita  |
| Coraje Hacia el Progreso                   | Frente Fundacional                         | 1.855                                      | 1,88                                       |                                            | 98.840                                     | 44,82                                      | 9/18                                       | - Beatriz Luisa Ávila - Rolando René Alfaro - Virgilio Daniel Heredia - Fernando Said Juri - Antonio Raed - Luis Rodolfo Ocaranza - Antonio Lázaro Álvarez - Alejandro Carlos Sangenis - Marta Zurita  |
| Tucumán Tierra de Bendición                | Frente Fundacional                         | 1.716                                      | 1,74                                       |                                            | 98.840                                     | 44,82                                      | 9/18                                       | - Beatriz Luisa Ávila - Rolando René Alfaro - Virgilio Daniel Heredia - Fernando Said Juri - Antonio Raed - Luis Rodolfo Ocaranza - Antonio Lázaro Álvarez - Alejandro Carlos Sangenis - Marta Zurita  |
| Honor y Dignidad                           | Frente Fundacional                         | 1.648                                      | 1,67                                       |                                            | 98.840                                     | 44,82                                      | 9/18                                       | - Beatriz Luisa Ávila - Rolando René Alfaro - Virgilio Daniel Heredia - Fernando Said Juri - Antonio Raed - Luis Rodolfo Ocaranza - Antonio Lázaro Álvarez - Alejandro Carlos Sangenis - Marta Zurita  |
| La Corriente                               | Frente Fundacional                         | 1.446                                      | 1,46                                       |                                            | 98.840                                     | 44,82                                      | 9/18                                       | - Beatriz Luisa Ávila - Rolando René Alfaro - Virgilio Daniel Heredia - Fernando Said Juri - Antonio Raed - Luis Rodolfo Ocaranza - Antonio Lázaro Álvarez - Alejandro Carlos Sangenis - Marta Zurita  |
| Trabajo, Dignidad, Participación Ciudadana | Frente Fundacional                         | 1.432                                      | 1,45                                       |                                            | 98.840                                     | 44,82                                      | 9/18                                       | - Beatriz Luisa Ávila - Rolando René Alfaro - Virgilio Daniel Heredia - Fernando Said Juri - Antonio Raed - Luis Rodolfo Ocaranza - Antonio Lázaro Álvarez - Alejandro Carlos Sangenis - Marta Zurita  |
| Vecinos a Ganar                            | Frente Fundacional                         | 1.410                                      | 1,43                                       |                                            | 98.840                                     | 44,82                                      | 9/18                                       | - Beatriz Luisa Ávila - Rolando René Alfaro - Virgilio Daniel Heredia - Fernando Said Juri - Antonio Raed - Luis Rodolfo Ocaranza - Antonio Lázaro Álvarez - Alejandro Carlos Sangenis - Marta Zurita  |
| Opinión Justicialista                      | Frente Fundacional                         | 1.406                                      | 1,42                                       |                                            | 98.840                                     | 44,82                                      | 9/18                                       | - Beatriz Luisa Ávila - Rolando René Alfaro - Virgilio Daniel Heredia - Fernando Said Juri - Antonio Raed - Luis Rodolfo Ocaranza - Antonio Lázaro Álvarez - Alejandro Carlos Sangenis - Marta Zurita  |
| Tucumán de Pie                             | Frente Fundacional                         | 1.399                                      | 1,42                                       |                                            | 98.840                                     | 44,82                                      | 9/18                                       | - Beatriz Luisa Ávila - Rolando René Alfaro - Virgilio Daniel Heredia - Fernando Said Juri - Antonio Raed - Luis Rodolfo Ocaranza - Antonio Lázaro Álvarez - Alejandro Carlos Sangenis - Marta Zurita  |
| Causa por Tucumán                          | Frente Fundacional                         | 1.248                                      | 1,26                                       |                                            | 98.840                                     | 44,82                                      | 9/18                                       | - Beatriz Luisa Ávila - Rolando René Alfaro - Virgilio Daniel Heredia - Fernando Said Juri - Antonio Raed - Luis Rodolfo Ocaranza - Antonio Lázaro Álvarez - Alejandro Carlos Sangenis - Marta Zurita  |
| La Vanguardia Provincial                   | Frente Fundacional                         | 1.172                                      | 1,19                                       |                                            | 98.840                                     | 44,82                                      | 9/18                                       | - Beatriz Luisa Ávila - Rolando René Alfaro - Virgilio Daniel Heredia - Fernando Said Juri - Antonio Raed - Luis Rodolfo Ocaranza - Antonio Lázaro Álvarez - Alejandro Carlos Sangenis - Marta Zurita  |
| Nueva Generación de Tucumanos              | Frente Fundacional                         | 1.115                                      | 1,13                                       |                                            | 98.840                                     | 44,82                                      | 9/18                                       | - Beatriz Luisa Ávila - Rolando René Alfaro - Virgilio Daniel Heredia - Fernando Said Juri - Antonio Raed - Luis Rodolfo Ocaranza - Antonio Lázaro Álvarez - Alejandro Carlos Sangenis - Marta Zurita  |
| Menem Conducción                           | Frente Fundacional                         | 1.100                                      | 1,11                                       |                                            | 98.840                                     | 44,82                                      | 9/18                                       | - Beatriz Luisa Ávila - Rolando René Alfaro - Virgilio Daniel Heredia - Fernando Said Juri - Antonio Raed - Luis Rodolfo Ocaranza - Antonio Lázaro Álvarez - Alejandro Carlos Sangenis - Marta Zurita  |
| Peronismo de Base                          | Frente Fundacional                         | 1.075                                      | 1,09                                       |                                            | 98.840                                     | 44,82                                      | 9/18                                       | - Beatriz Luisa Ávila - Rolando René Alfaro - Virgilio Daniel Heredia - Fernando Said Juri - Antonio Raed - Luis Rodolfo Ocaranza - Antonio Lázaro Álvarez - Alejandro Carlos Sangenis - Marta Zurita  |
| María Eva Duarte                           | Frente Fundacional                         | 976                                        | 0,99                                       |                                            | 98.840                                     | 44,82                                      | 9/18                                       | - Beatriz Luisa Ávila - Rolando René Alfaro - Virgilio Daniel Heredia - Fernando Said Juri - Antonio Raed - Luis Rodolfo Ocaranza - Antonio Lázaro Álvarez - Alejandro Carlos Sangenis - Marta Zurita  |
| Recuperación y Lealtad Peronista           | Frente Fundacional                         | 967                                        | 0,98                                       |                                            | 98.840                                     | 44,82                                      | 9/18                                       | - Beatriz Luisa Ávila - Rolando René Alfaro - Virgilio Daniel Heredia - Fernando Said Juri - Antonio Raed - Luis Rodolfo Ocaranza - Antonio Lázaro Álvarez - Alejandro Carlos Sangenis - Marta Zurita  |
| Lealtad y Amistad                          | Frente Fundacional                         | 904                                        | 0,91                                       |                                            | 98.840                                     | 44,82                                      | 9/18                                       | - Beatriz Luisa Ávila - Rolando René Alfaro - Virgilio Daniel Heredia - Fernando Said Juri - Antonio Raed - Luis Rodolfo Ocaranza - Antonio Lázaro Álvarez - Alejandro Carlos Sangenis - Marta Zurita  |
| Intransigencia Nac.                        | Frente Fundacional                         | 898                                        | 0,91                                       |                                            | 98.840                                     | 44,82                                      | 9/18                                       | - Beatriz Luisa Ávila - Rolando René Alfaro - Virgilio Daniel Heredia - Fernando Said Juri - Antonio Raed - Luis Rodolfo Ocaranza - Antonio Lázaro Álvarez - Alejandro Carlos Sangenis - Marta Zurita  |
| Peronismo Auténtico                        | Frente Fundacional                         | 762                                        | 0,77                                       |                                            | 98.840                                     | 44,82                                      | 9/18                                       | - Beatriz Luisa Ávila - Rolando René Alfaro - Virgilio Daniel Heredia - Fernando Said Juri - Antonio Raed - Luis Rodolfo Ocaranza - Antonio Lázaro Álvarez - Alejandro Carlos Sangenis - Marta Zurita  |
| Polo de Reconstrucción Peronista           | Frente Fundacional                         | 754                                        | 0,76                                       |                                            | 98.840                                     | 44,82                                      | 9/18                                       | - Beatriz Luisa Ávila - Rolando René Alfaro - Virgilio Daniel Heredia - Fernando Said Juri - Antonio Raed - Luis Rodolfo Ocaranza - Antonio Lázaro Álvarez - Alejandro Carlos Sangenis - Marta Zurita  |
| Nace Una Esperanza                         | Frente Fundacional                         | 727                                        | 0,74                                       |                                            | 98.840                                     | 44,82                                      | 9/18                                       | - Beatriz Luisa Ávila - Rolando René Alfaro - Virgilio Daniel Heredia - Fernando Said Juri - Antonio Raed - Luis Rodolfo Ocaranza - Antonio Lázaro Álvarez - Alejandro Carlos Sangenis - Marta Zurita  |
| Tucumán sin ir más Lejos                   | Frente Fundacional                         | 671                                        | 0,68                                       |                                            | 98.840                                     | 44,82                                      | 9/18                                       | - Beatriz Luisa Ávila - Rolando René Alfaro - Virgilio Daniel Heredia - Fernando Said Juri - Antonio Raed - Luis Rodolfo Ocaranza - Antonio Lázaro Álvarez - Alejandro Carlos Sangenis - Marta Zurita  |
| Frente Agrupaciones Políticas              | Frente Fundacional                         | 617                                        | 0,62                                       |                                            | 98.840                                     | 44,82                                      | 9/18                                       | - Beatriz Luisa Ávila - Rolando René Alfaro - Virgilio Daniel Heredia - Fernando Said Juri - Antonio Raed - Luis Rodolfo Ocaranza - Antonio Lázaro Álvarez - Alejandro Carlos Sangenis - Marta Zurita  |
| Gente Nueva en Política                    | Frente Fundacional                         | 588                                        | 0,59                                       |                                            | 98.840                                     | 44,82                                      | 9/18                                       | - Beatriz Luisa Ávila - Rolando René Alfaro - Virgilio Daniel Heredia - Fernando Said Juri - Antonio Raed - Luis Rodolfo Ocaranza - Antonio Lázaro Álvarez - Alejandro Carlos Sangenis - Marta Zurita  |
| Tucumán, Crecimiento y Justicia            | Frente Fundacional                         | 582                                        | 0,59                                       |                                            | 98.840                                     | 44,82                                      | 9/18                                       | - Beatriz Luisa Ávila - Rolando René Alfaro - Virgilio Daniel Heredia - Fernando Said Juri - Antonio Raed - Luis Rodolfo Ocaranza - Antonio Lázaro Álvarez - Alejandro Carlos Sangenis - Marta Zurita  |
| Nueva Renovación Justicialista             | Frente Fundacional                         | 510                                        | 0,52                                       |                                            | 98.840                                     | 44,82                                      | 9/18                                       | - Beatriz Luisa Ávila - Rolando René Alfaro - Virgilio Daniel Heredia - Fernando Said Juri - Antonio Raed - Luis Rodolfo Ocaranza - Antonio Lázaro Álvarez - Alejandro Carlos Sangenis - Marta Zurita  |
| Avancemos                                  | Frente Fundacional                         | 479                                        | 0,48                                       |                                            | 98.840                                     | 44,82                                      | 9/18                                       | - Beatriz Luisa Ávila - Rolando René Alfaro - Virgilio Daniel Heredia - Fernando Said Juri - Antonio Raed - Luis Rodolfo Ocaranza - Antonio Lázaro Álvarez - Alejandro Carlos Sangenis - Marta Zurita  |
| Juri Conducción                            | Frente Fundacional                         | 435                                        | 0,44                                       |                                            | 98.840                                     | 44,82                                      | 9/18                                       | - Beatriz Luisa Ávila - Rolando René Alfaro - Virgilio Daniel Heredia - Fernando Said Juri - Antonio Raed - Luis Rodolfo Ocaranza - Antonio Lázaro Álvarez - Alejandro Carlos Sangenis - Marta Zurita  |
| Conducta, Trabajo y Dignidad               | Frente Fundacional                         | 433                                        | 0,44                                       |                                            | 98.840                                     | 44,82                                      | 9/18                                       | - Beatriz Luisa Ávila - Rolando René Alfaro - Virgilio Daniel Heredia - Fernando Said Juri - Antonio Raed - Luis Rodolfo Ocaranza - Antonio Lázaro Álvarez - Alejandro Carlos Sangenis - Marta Zurita  |
| Tres Banderas                              | Frente Fundacional                         | 400                                        | 0,40                                       |                                            | 98.840                                     | 44,82                                      | 9/18                                       | - Beatriz Luisa Ávila - Rolando René Alfaro - Virgilio Daniel Heredia - Fernando Said Juri - Antonio Raed - Luis Rodolfo Ocaranza - Antonio Lázaro Álvarez - Alejandro Carlos Sangenis - Marta Zurita  |
| Mujeres del Tercer Milenio                 | Frente Fundacional                         | 382                                        | 0,39                                       |                                            | 98.840                                     | 44,82                                      | 9/18                                       | - Beatriz Luisa Ávila - Rolando René Alfaro - Virgilio Daniel Heredia - Fernando Said Juri - Antonio Raed - Luis Rodolfo Ocaranza - Antonio Lázaro Álvarez - Alejandro Carlos Sangenis - Marta Zurita  |
| La Integración Social                      | Frente Fundacional                         | 382                                        | 0,39                                       |                                            | 98.840                                     | 44,82                                      | 9/18                                       | - Beatriz Luisa Ávila - Rolando René Alfaro - Virgilio Daniel Heredia - Fernando Said Juri - Antonio Raed - Luis Rodolfo Ocaranza - Antonio Lázaro Álvarez - Alejandro Carlos Sangenis - Marta Zurita  |
| 7 de Noviembre                             | Frente Fundacional                         | 373                                        | 0,38                                       |                                            | 98.840                                     | 44,82                                      | 9/18                                       | - Beatriz Luisa Ávila - Rolando René Alfaro - Virgilio Daniel Heredia - Fernando Said Juri - Antonio Raed - Luis Rodolfo Ocaranza - Antonio Lázaro Álvarez - Alejandro Carlos Sangenis - Marta Zurita  |
| Agrupación 5 de Marzo                      | Frente Fundacional                         | 328                                        | 0,33                                       |                                            | 98.840                                     | 44,82                                      | 9/18                                       | - Beatriz Luisa Ávila - Rolando René Alfaro - Virgilio Daniel Heredia - Fernando Said Juri - Antonio Raed - Luis Rodolfo Ocaranza - Antonio Lázaro Álvarez - Alejandro Carlos Sangenis - Marta Zurita  |
| Unidad Mercantil Peronista                 | Frente Fundacional                         | 317                                        | 0,32                                       |                                            | 98.840                                     | 44,82                                      | 9/18                                       | - Beatriz Luisa Ávila - Rolando René Alfaro - Virgilio Daniel Heredia - Fernando Said Juri - Antonio Raed - Luis Rodolfo Ocaranza - Antonio Lázaro Álvarez - Alejandro Carlos Sangenis - Marta Zurita  |
| Peronismo Vencedor                         | Frente Fundacional                         | 313                                        | 0,32                                       |                                            | 98.840                                     | 44,82                                      | 9/18                                       | - Beatriz Luisa Ávila - Rolando René Alfaro - Virgilio Daniel Heredia - Fernando Said Juri - Antonio Raed - Luis Rodolfo Ocaranza - Antonio Lázaro Álvarez - Alejandro Carlos Sangenis - Marta Zurita  |
| Movimiento, Unidad, Recuperación           | Frente Fundacional                         | 309                                        | 0,31                                       |                                            | 98.840                                     | 44,82                                      | 9/18                                       | - Beatriz Luisa Ávila - Rolando René Alfaro - Virgilio Daniel Heredia - Fernando Said Juri - Antonio Raed - Luis Rodolfo Ocaranza - Antonio Lázaro Álvarez - Alejandro Carlos Sangenis - Marta Zurita  |
| J. R. Renov. Justic.                       | Frente Fundacional                         | 300                                        | 0,30                                       |                                            | 98.840                                     | 44,82                                      | 9/18                                       | - Beatriz Luisa Ávila - Rolando René Alfaro - Virgilio Daniel Heredia - Fernando Said Juri - Antonio Raed - Luis Rodolfo Ocaranza - Antonio Lázaro Álvarez - Alejandro Carlos Sangenis - Marta Zurita  |
| Corriente Solidaria                        | Frente Fundacional                         | 299                                        | 0,30                                       |                                            | 98.840                                     | 44,82                                      | 9/18                                       | - Beatriz Luisa Ávila - Rolando René Alfaro - Virgilio Daniel Heredia - Fernando Said Juri - Antonio Raed - Luis Rodolfo Ocaranza - Antonio Lázaro Álvarez - Alejandro Carlos Sangenis - Marta Zurita  |
| Faro Ciudadano                             | Frente Fundacional                         | 291                                        | 0,29                                       |                                            | 98.840                                     | 44,82                                      | 9/18                                       | - Beatriz Luisa Ávila - Rolando René Alfaro - Virgilio Daniel Heredia - Fernando Said Juri - Antonio Raed - Luis Rodolfo Ocaranza - Antonio Lázaro Álvarez - Alejandro Carlos Sangenis - Marta Zurita  |
| Solid., Proyecto Tucumán                   | Frente Fundacional                         | 290                                        | 0,29                                       |                                            | 98.840                                     | 44,82                                      | 9/18                                       | - Beatriz Luisa Ávila - Rolando René Alfaro - Virgilio Daniel Heredia - Fernando Said Juri - Antonio Raed - Luis Rodolfo Ocaranza - Antonio Lázaro Álvarez - Alejandro Carlos Sangenis - Marta Zurita  |
| Desempleados Unidos                        | Frente Fundacional                         | 253                                        | 0,26                                       |                                            | 98.840                                     | 44,82                                      | 9/18                                       | - Beatriz Luisa Ávila - Rolando René Alfaro - Virgilio Daniel Heredia - Fernando Said Juri - Antonio Raed - Luis Rodolfo Ocaranza - Antonio Lázaro Álvarez - Alejandro Carlos Sangenis - Marta Zurita  |
| Barrios Unidos por Tucumán                 | Frente Fundacional                         | 223                                        | 0,23                                       |                                            | 98.840                                     | 44,82                                      | 9/18                                       | - Beatriz Luisa Ávila - Rolando René Alfaro - Virgilio Daniel Heredia - Fernando Said Juri - Antonio Raed - Luis Rodolfo Ocaranza - Antonio Lázaro Álvarez - Alejandro Carlos Sangenis - Marta Zurita  |
| Barrios Justicialista                      | Frente Fundacional                         | 203                                        | 0,21                                       |                                            | 98.840                                     | 44,82                                      | 9/18                                       | - Beatriz Luisa Ávila - Rolando René Alfaro - Virgilio Daniel Heredia - Fernando Said Juri - Antonio Raed - Luis Rodolfo Ocaranza - Antonio Lázaro Álvarez - Alejandro Carlos Sangenis - Marta Zurita  |
| Lealtad, Solidaridad para Tucumán          | Frente Fundacional                         | 191                                        | 0,19                                       |                                            | 98.840                                     | 44,82                                      | 9/18                                       | - Beatriz Luisa Ávila - Rolando René Alfaro - Virgilio Daniel Heredia - Fernando Said Juri - Antonio Raed - Luis Rodolfo Ocaranza - Antonio Lázaro Álvarez - Alejandro Carlos Sangenis - Marta Zurita  |
| 8 de Octubre                               | Frente Fundacional                         | 186                                        | 0,19                                       |                                            | 98.840                                     | 44,82                                      | 9/18                                       | - Beatriz Luisa Ávila - Rolando René Alfaro - Virgilio Daniel Heredia - Fernando Said Juri - Antonio Raed - Luis Rodolfo Ocaranza - Antonio Lázaro Álvarez - Alejandro Carlos Sangenis - Marta Zurita  |
| Dirigentes Peronistas de Bases             | Frente Fundacional                         | 185                                        | 0,19                                       |                                            | 98.840                                     | 44,82                                      | 9/18                                       | - Beatriz Luisa Ávila - Rolando René Alfaro - Virgilio Daniel Heredia - Fernando Said Juri - Antonio Raed - Luis Rodolfo Ocaranza - Antonio Lázaro Álvarez - Alejandro Carlos Sangenis - Marta Zurita  |
| Federalismo y Crecimiento                  | Frente Fundacional                         | 181                                        | 0,18                                       |                                            | 98.840                                     | 44,82                                      | 9/18                                       | - Beatriz Luisa Ávila - Rolando René Alfaro - Virgilio Daniel Heredia - Fernando Said Juri - Antonio Raed - Luis Rodolfo Ocaranza - Antonio Lázaro Álvarez - Alejandro Carlos Sangenis - Marta Zurita  |
| Trabajo Justicia Social                    | Frente Fundacional                         | 128                                        | 0,13                                       |                                            | 98.840                                     | 44,82                                      | 9/18                                       | - Beatriz Luisa Ávila - Rolando René Alfaro - Virgilio Daniel Heredia - Fernando Said Juri - Antonio Raed - Luis Rodolfo Ocaranza - Antonio Lázaro Álvarez - Alejandro Carlos Sangenis - Marta Zurita  |
| Concentración Social                       | Frente Fundacional                         | 109                                        | 0,11                                       |                                            | 98.840                                     | 44,82                                      | 9/18                                       | - Beatriz Luisa Ávila - Rolando René Alfaro - Virgilio Daniel Heredia - Fernando Said Juri - Antonio Raed - Luis Rodolfo Ocaranza - Antonio Lázaro Álvarez - Alejandro Carlos Sangenis - Marta Zurita  |
| Lealtad Fundacional                        | Frente Fundacional                         | 94                                         | 0,10                                       |                                            | 98.840                                     | 44,82                                      | 9/18                                       | - Beatriz Luisa Ávila - Rolando René Alfaro - Virgilio Daniel Heredia - Fernando Said Juri - Antonio Raed - Luis Rodolfo Ocaranza - Antonio Lázaro Álvarez - Alejandro Carlos Sangenis - Marta Zurita  |
| Frente de Lealtad Peronista                | Frente Fundacional                         | 79                                         | 0,08                                       |                                            | 98.840                                     | 44,82                                      | 9/18                                       | - Beatriz Luisa Ávila - Rolando René Alfaro - Virgilio Daniel Heredia - Fernando Said Juri - Antonio Raed - Luis Rodolfo Ocaranza - Antonio Lázaro Álvarez - Alejandro Carlos Sangenis - Marta Zurita  |
| La Nueva Guardia                           | Frente Fundacional                         | 50                                         | 0,05                                       |                                            | 98.840                                     | 44,82                                      | 9/18                                       | - Beatriz Luisa Ávila - Rolando René Alfaro - Virgilio Daniel Heredia - Fernando Said Juri - Antonio Raed - Luis Rodolfo Ocaranza - Antonio Lázaro Álvarez - Alejandro Carlos Sangenis - Marta Zurita  |
| Solidaridad y Progreso                     | Frente Fundacional                         | 7                                          | 0,01                                       |                                            | 98.840                                     | 44,82                                      | 9/18                                       | - Beatriz Luisa Ávila - Rolando René Alfaro - Virgilio Daniel Heredia - Fernando Said Juri - Antonio Raed - Luis Rodolfo Ocaranza - Antonio Lázaro Álvarez - Alejandro Carlos Sangenis - Marta Zurita  |
| Progreso Comunitario                       | Frente Fundacional                         | 3                                          | 0,00                                       |                                            | 98.840                                     | 44,82                                      | 9/18                                       | - Beatriz Luisa Ávila - Rolando René Alfaro - Virgilio Daniel Heredia - Fernando Said Juri - Antonio Raed - Luis Rodolfo Ocaranza - Antonio Lázaro Álvarez - Alejandro Carlos Sangenis - Marta Zurita  |
|                                            | Frente Unión por Tucumán                   | Compromiso                                 | 4.316                                      | 6,77                                       | 63.705                                     | 28,89                                      | 5/18                                       | - José Manuel Cano - Rodolfo Francisco Danesi - Jorge Atilio Mendía - Juan Roberto Robles - Alejandro Carlos Sangenis                                                                                  |
| De los Independientes                      | Frente Unión por Tucumán                   | 4.215                                      | 6,62                                       |                                            | 63.705                                     | 28,89                                      | 5/18                                       | - José Manuel Cano - Rodolfo Francisco Danesi - Jorge Atilio Mendía - Juan Roberto Robles - Alejandro Carlos Sangenis                                                                                  |
| Con Transparencia, Trabajo y Convicciones  | Frente Unión por Tucumán                   | 3.486                                      | 5,47                                       |                                            | 63.705                                     | 28,89                                      | 5/18                                       | - José Manuel Cano - Rodolfo Francisco Danesi - Jorge Atilio Mendía - Juan Roberto Robles - Alejandro Carlos Sangenis                                                                                  |
| Alternativa Popular                        | Frente Unión por Tucumán                   | 3.372                                      | 5,29                                       |                                            | 63.705                                     | 28,89                                      | 5/18                                       | - José Manuel Cano - Rodolfo Francisco Danesi - Jorge Atilio Mendía - Juan Roberto Robles - Alejandro Carlos Sangenis                                                                                  |
| Alternativa Refundación Institucional      | Frente Unión por Tucumán                   | 3.206                                      | 5,03                                       |                                            | 63.705                                     | 28,89                                      | 5/18                                       | - José Manuel Cano - Rodolfo Francisco Danesi - Jorge Atilio Mendía - Juan Roberto Robles - Alejandro Carlos Sangenis                                                                                  |
| Recrear                                    | Frente Unión por Tucumán                   | 2.969                                      | 4,66                                       |                                            | 63.705                                     | 28,89                                      | 5/18                                       | - José Manuel Cano - Rodolfo Francisco Danesi - Jorge Atilio Mendía - Juan Roberto Robles - Alejandro Carlos Sangenis                                                                                  |
| Podemos                                    | Frente Unión por Tucumán                   | 2.909                                      | 4,57                                       |                                            | 63.705                                     | 28,89                                      | 5/18                                       | - José Manuel Cano - Rodolfo Francisco Danesi - Jorge Atilio Mendía - Juan Roberto Robles - Alejandro Carlos Sangenis                                                                                  |
| Intransigencia y Renovación                | Frente Unión por Tucumán                   | 2.892                                      | 4,54                                       |                                            | 63.705                                     | 28,89                                      | 5/18                                       | - José Manuel Cano - Rodolfo Francisco Danesi - Jorge Atilio Mendía - Juan Roberto Robles - Alejandro Carlos Sangenis                                                                                  |
| Trabajo, Dignidad y Coherencia             | Frente Unión por Tucumán                   | 2.559                                      | 4,02                                       |                                            | 63.705                                     | 28,89                                      | 5/18                                       | - José Manuel Cano - Rodolfo Francisco Danesi - Jorge Atilio Mendía - Juan Roberto Robles - Alejandro Carlos Sangenis                                                                                  |
| Compromiso Socialcristiano                 | Frente Unión por Tucumán                   | 2.419                                      | 3,80                                       |                                            | 63.705                                     | 28,89                                      | 5/18                                       | - José Manuel Cano - Rodolfo Francisco Danesi - Jorge Atilio Mendía - Juan Roberto Robles - Alejandro Carlos Sangenis                                                                                  |
| Dignidad, Ética y Compromiso               | Frente Unión por Tucumán                   | 2.194                                      | 3,44                                       |                                            | 63.705                                     | 28,89                                      | 5/18                                       | - José Manuel Cano - Rodolfo Francisco Danesi - Jorge Atilio Mendía - Juan Roberto Robles - Alejandro Carlos Sangenis                                                                                  |
| Volver al Radicalismo                      | Frente Unión por Tucumán                   | 2.031                                      | 3,19                                       |                                            | 63.705                                     | 28,89                                      | 5/18                                       | - José Manuel Cano - Rodolfo Francisco Danesi - Jorge Atilio Mendía - Juan Roberto Robles - Alejandro Carlos Sangenis                                                                                  |
| Convergencia y Participación               | Frente Unión por Tucumán                   | 1.975                                      | 3,10                                       |                                            | 63.705                                     | 28,89                                      | 5/18                                       | - José Manuel Cano - Rodolfo Francisco Danesi - Jorge Atilio Mendía - Juan Roberto Robles - Alejandro Carlos Sangenis                                                                                  |
| Unidos                                     | Frente Unión por Tucumán                   | 1.835                                      | 2,88                                       |                                            | 63.705                                     | 28,89                                      | 5/18                                       | - José Manuel Cano - Rodolfo Francisco Danesi - Jorge Atilio Mendía - Juan Roberto Robles - Alejandro Carlos Sangenis                                                                                  |
| La Renovación                              | Frente Unión por Tucumán                   | 1.779                                      | 2,79                                       |                                            | 63.705                                     | 28,89                                      | 5/18                                       | - José Manuel Cano - Rodolfo Francisco Danesi - Jorge Atilio Mendía - Juan Roberto Robles - Alejandro Carlos Sangenis                                                                                  |
| Concejo Pol. Profesional                   | Frente Unión por Tucumán                   | 1.738                                      | 2,73                                       |                                            | 63.705                                     | 28,89                                      | 5/18                                       | - José Manuel Cano - Rodolfo Francisco Danesi - Jorge Atilio Mendía - Juan Roberto Robles - Alejandro Carlos Sangenis                                                                                  |
| con Conducta                               | Frente Unión por Tucumán                   | 1.576                                      | 2,47                                       |                                            | 63.705                                     | 28,89                                      | 5/18                                       | - José Manuel Cano - Rodolfo Francisco Danesi - Jorge Atilio Mendía - Juan Roberto Robles - Alejandro Carlos Sangenis                                                                                  |
| Justicia y Transparencia                   | Frente Unión por Tucumán                   | 1.536                                      | 2,41                                       |                                            | 63.705                                     | 28,89                                      | 5/18                                       | - José Manuel Cano - Rodolfo Francisco Danesi - Jorge Atilio Mendía - Juan Roberto Robles - Alejandro Carlos Sangenis                                                                                  |
| Tucumán por la Paz                         | Frente Unión por Tucumán                   | 1.345                                      | 2,11                                       |                                            | 63.705                                     | 28,89                                      | 5/18                                       | - José Manuel Cano - Rodolfo Francisco Danesi - Jorge Atilio Mendía - Juan Roberto Robles - Alejandro Carlos Sangenis                                                                                  |
| Renovación y Justicia                      | Frente Unión por Tucumán                   | 1.338                                      | 2,10                                       |                                            | 63.705                                     | 28,89                                      | 5/18                                       | - José Manuel Cano - Rodolfo Francisco Danesi - Jorge Atilio Mendía - Juan Roberto Robles - Alejandro Carlos Sangenis                                                                                  |
| Cambio y Honestidad                        | Frente Unión por Tucumán                   | 1.336                                      | 2,10                                       |                                            | 63.705                                     | 28,89                                      | 5/18                                       | - José Manuel Cano - Rodolfo Francisco Danesi - Jorge Atilio Mendía - Juan Roberto Robles - Alejandro Carlos Sangenis                                                                                  |
| Justicia para Todos                        | Frente Unión por Tucumán                   | 1.266                                      | 1,99                                       |                                            | 63.705                                     | 28,89                                      | 5/18                                       | - José Manuel Cano - Rodolfo Francisco Danesi - Jorge Atilio Mendía - Juan Roberto Robles - Alejandro Carlos Sangenis                                                                                  |
| Unión por Capital                          | Frente Unión por Tucumán                   | 1.168                                      | 1,83                                       |                                            | 63.705                                     | 28,89                                      | 5/18                                       | - José Manuel Cano - Rodolfo Francisco Danesi - Jorge Atilio Mendía - Juan Roberto Robles - Alejandro Carlos Sangenis                                                                                  |
| Participación y Solidaridad                | Frente Unión por Tucumán                   | 1.137                                      | 1,78                                       |                                            | 63.705                                     | 28,89                                      | 5/18                                       | - José Manuel Cano - Rodolfo Francisco Danesi - Jorge Atilio Mendía - Juan Roberto Robles - Alejandro Carlos Sangenis                                                                                  |
| Federalismo                                | Frente Unión por Tucumán                   | 995                                        | 1,56                                       |                                            | 63.705                                     | 28,89                                      | 5/18                                       | - José Manuel Cano - Rodolfo Francisco Danesi - Jorge Atilio Mendía - Juan Roberto Robles - Alejandro Carlos Sangenis                                                                                  |
| Un Compromiso Ciudadano                    | Frente Unión por Tucumán                   | 969                                        | 1,52                                       |                                            | 63.705                                     | 28,89                                      | 5/18                                       | - José Manuel Cano - Rodolfo Francisco Danesi - Jorge Atilio Mendía - Juan Roberto Robles - Alejandro Carlos Sangenis                                                                                  |
| Alternativa Social                         | Frente Unión por Tucumán                   | 968                                        | 1,52                                       |                                            | 63.705                                     | 28,89                                      | 5/18                                       | - José Manuel Cano - Rodolfo Francisco Danesi - Jorge Atilio Mendía - Juan Roberto Robles - Alejandro Carlos Sangenis                                                                                  |
| Unión Para Tucumán Mejor                   | Frente Unión por Tucumán                   | 846                                        | 1,33                                       |                                            | 63.705                                     | 28,89                                      | 5/18                                       | - José Manuel Cano - Rodolfo Francisco Danesi - Jorge Atilio Mendía - Juan Roberto Robles - Alejandro Carlos Sangenis                                                                                  |
| Autodeterminación y Justicia Social        | Frente Unión por Tucumán                   | 815                                        | 1,28                                       |                                            | 63.705                                     | 28,89                                      | 5/18                                       | - José Manuel Cano - Rodolfo Francisco Danesi - Jorge Atilio Mendía - Juan Roberto Robles - Alejandro Carlos Sangenis                                                                                  |
| Dirigencia Solidaria                       | Frente Unión por Tucumán                   | 790                                        | 1,24                                       |                                            | 63.705                                     | 28,89                                      | 5/18                                       | - José Manuel Cano - Rodolfo Francisco Danesi - Jorge Atilio Mendía - Juan Roberto Robles - Alejandro Carlos Sangenis                                                                                  |
| Nueva Generación, Compromiso y Acción      | Frente Unión por Tucumán                   | 678                                        | 1,06                                       |                                            | 63.705                                     | 28,89                                      | 5/18                                       | - José Manuel Cano - Rodolfo Francisco Danesi - Jorge Atilio Mendía - Juan Roberto Robles - Alejandro Carlos Sangenis                                                                                  |
| Poli-Re                                    | Frente Unión por Tucumán                   | 610                                        | 0,96                                       |                                            | 63.705                                     | 28,89                                      | 5/18                                       | - José Manuel Cano - Rodolfo Francisco Danesi - Jorge Atilio Mendía - Juan Roberto Robles - Alejandro Carlos Sangenis                                                                                  |
| Movimiento Familiar de Defensa             | Frente Unión por Tucumán                   | 574                                        | 0,90                                       |                                            | 63.705                                     | 28,89                                      | 5/18                                       | - José Manuel Cano - Rodolfo Francisco Danesi - Jorge Atilio Mendía - Juan Roberto Robles - Alejandro Carlos Sangenis                                                                                  |
| Para Cambiar la Política                   | Frente Unión por Tucumán                   | 505                                        | 0,79                                       |                                            | 63.705                                     | 28,89                                      | 5/18                                       | - José Manuel Cano - Rodolfo Francisco Danesi - Jorge Atilio Mendía - Juan Roberto Robles - Alejandro Carlos Sangenis                                                                                  |
| Conducta y Solidaridad                     | Frente Unión por Tucumán                   | 491                                        | 0,77                                       |                                            | 63.705                                     | 28,89                                      | 5/18                                       | - José Manuel Cano - Rodolfo Francisco Danesi - Jorge Atilio Mendía - Juan Roberto Robles - Alejandro Carlos Sangenis                                                                                  |
| Participación Tucumána                     | Frente Unión por Tucumán                   | 477                                        | 0,75                                       |                                            | 63.705                                     | 28,89                                      | 5/18                                       | - José Manuel Cano - Rodolfo Francisco Danesi - Jorge Atilio Mendía - Juan Roberto Robles - Alejandro Carlos Sangenis                                                                                  |
| Movimiento Vecinalista                     | Frente Unión por Tucumán                   | 390                                        | 0,61                                       |                                            | 63.705                                     | 28,89                                      | 5/18                                       | - José Manuel Cano - Rodolfo Francisco Danesi - Jorge Atilio Mendía - Juan Roberto Robles - Alejandro Carlos Sangenis                                                                                  |
|                                            | Fuerza Republicana                         | Bloque Unido de Afirmación                 | 8.662                                      | 21,79                                      | 39.759                                     | 18,03                                      | 3/18                                       | - Ernesto José Padilla - José Rodolfo Costanzo - Carlos Rodolfo Canevaro |
| Para Seguir Creyendo                       | Fuerza Republicana                         | 8.166                                      | 20,54                                      |                                            | 39.759                                     | 18,03                                      | 3/18                                       | - Ernesto José Padilla - José Rodolfo Costanzo - Carlos Rodolfo Canevaro |
| Reconstruyamos Tucumán                     | Fuerza Republicana                         | 5.696                                      | 14,33                                      |                                            | 39.759                                     | 18,03                                      | 3/18                                       | - Ernesto José Padilla - José Rodolfo Costanzo - Carlos Rodolfo Canevaro |
| Para Recuperar el Jardín                   | Fuerza Republicana                         | 5.502                                      | 13,84                                      |                                            | 39.759                                     | 18,03                                      | 3/18                                       | - Ernesto José Padilla - José Rodolfo Costanzo - Carlos Rodolfo Canevaro |
| Orden y Trabajo                            | Fuerza Republicana                         | 4.231                                      | 10,64                                      |                                            | 39.759                                     | 18,03                                      | 3/18                                       | - Ernesto José Padilla - José Rodolfo Costanzo - Carlos Rodolfo Canevaro |
| Fuerza, Orden y Trabajo                    | Fuerza Republicana                         | 3.772                                      | 9,49                                       |                                            | 39.759                                     | 18,03                                      | 3/18                                       | - Ernesto José Padilla - José Rodolfo Costanzo - Carlos Rodolfo Canevaro |
| Identidad Republicana                      | Fuerza Republicana                         | 2.346                                      | 5,90                                       |                                            | 39.759                                     | 18,03                                      | 3/18                                       | - Ernesto José Padilla - José Rodolfo Costanzo - Carlos Rodolfo Canevaro |
| Poder Republicano                          | Fuerza Republicana                         | 1.384                                      | 3,48                                       |                                            | 39.759                                     | 18,03                                      | 3/18                                       | - Ernesto José Padilla - José Rodolfo Costanzo - Carlos Rodolfo Canevaro |
|                                            | Frente Anticorrupción                      | Juventud y Transparencia                   | 3.529                                      | 25,04                                      | 14.093                                     | 6,39                                       | 1/18                                       | - Pedro Patricio Stordeur |
| Renzo la Esperanza                         | Frente Anticorrupción                      | 2.745                                      | 19,48                                      |                                            | 14.093                                     | 6,39                                       | 1/18                                       | - Pedro Patricio Stordeur |
| Renzo Ya                                   | Frente Anticorrupción                      | 1.434                                      | 10,18                                      |                                            | 14.093                                     | 6,39                                       | 1/18                                       | - Pedro Patricio Stordeur |
| Reconstruir Tucumán                        | Frente Anticorrupción                      | 1.430                                      | 10,15                                      |                                            | 14.093                                     | 6,39                                       | 1/18                                       | - Pedro Patricio Stordeur |
| Virtud y Valor                             | Frente Anticorrupción                      | 890                                        | 6,32                                       |                                            | 14.093                                     | 6,39                                       | 1/18                                       | - Pedro Patricio Stordeur |
| Renzo Conducción                           | Frente Anticorrupción                      | 778                                        | 5,52                                       |                                            | 14.093                                     | 6,39                                       | 1/18                                       | - Pedro Patricio Stordeur |
| Renzo Ahora                                | Frente Anticorrupción                      | 699                                        | 4,96                                       |                                            | 14.093                                     | 6,39                                       | 1/18                                       | - Pedro Patricio Stordeur |
| Movimiento por el Cambio                   | Frente Anticorrupción                      | 596                                        | 4,23                                       |                                            | 14.093                                     | 6,39                                       | 1/18                                       | - Pedro Patricio Stordeur |
| Patria Sí-Colonia No                       | Frente Anticorrupción                      | 591                                        | 4,19                                       |                                            | 14.093                                     | 6,39                                       | 1/18                                       | - Pedro Patricio Stordeur |
| Puro Pueblo                                | Frente Anticorrupción                      | 581                                        | 4,12                                       |                                            | 14.093                                     | 6,39                                       | 1/18                                       | - Pedro Patricio Stordeur |
| Unidos Triunfaremos con Renzo              | Frente Anticorrupción                      | 415                                        | 2,94                                       |                                            | 14.093                                     | 6,39                                       | 1/18                                       | - Pedro Patricio Stordeur |
| Renzo Transparencia                        | Frente Anticorrupción                      | 405                                        | 2,87                                       |                                            | 14.093                                     | 6,39                                       | 1/18                                       | - Pedro Patricio Stordeur |
|                                            | Izquierda Unida                            | —                                          | —                                          | —                                          | 1.788                                      | 0,81                                       |                                            | |
|                                            | Partido Obrero                             | —                                          | —                                          | —                                          | 1.030                                      | 0,47                                       |                                            | |
|                                            | Partido Humanista                          | —                                          | —                                          | —                                          | 939                                        | 0,43                                       |                                            | |
|                                            | Voluntad Objetiva de Servir                | El Cambio es Visible                       | —                                          | —                                          | 347                                        | 0,16                                       |                                            | |
|                                            | Frente Amplio por Tucumán                  | Peronismo en Acción                        | —                                          | —                                          | 10                                         | 0,00                                       |                                            | |
| Votos positivos                            | Votos positivos                            | Votos positivos                            | Votos positivos                            | Votos positivos                            | 220.511                                    | Sin datos                                  |                                            | |
| Votos en blanco                            | Votos en blanco                            | Votos en blanco                            | Votos en blanco                            | Votos en blanco                            | Sin datos                                  | Sin datos                                  |                                            | |
| Votos nulos                                | Votos nulos                                | Votos nulos                                | Votos nulos                                | Votos nulos                                | Sin datos                                  | Sin datos                                  |                                            | |
| Participación                              | Participación                              | Participación                              | Participación                              | Participación                              | Sin datos                                  | Sin datos                                  |                                            | |
| Electores registrados                      | Electores registrados                      | Electores registrados                      | Electores registrados                      | Electores registrados                      | 359.009                                    | 100                                        |                                            | |
| Sección Electoral II – Este 11 Diputados   |                                            |                                            |                                            |                                            |                                            |                                            |                                            | |
| Lema                                       | Lema                                       | Sublema                                    | Sublema                                    | Sublema                                    | Lema                                       | Lema                                       | Lema                                       | Lema |
| Lema                                       | Lema                                       | Sublema                                    | Votos                                      | %                                          | Votos                                      | %                                          | Bancas                                     | Electos |
|                                            | Frente Fundacional                         | Frente Fundacional del Este                | 20.840                                     | 21,68                                      | 96.125                                     | 71,05                                      | 9/11                                       | - José Alberto Cúneo Vergés - Víctor Alfredo Lossi - Alberto Leal - Sergio Miguel Miranda - Paula María Khoder - Daniel Alberto Herrera - Héctor Aldo Salomón - Angélica Manzanedo - Juan S. Gutiérrez |
| Nuevo Ordenamiento Social                  | Frente Fundacional                         | 13.484                                     | 14,03                                      |                                            | 96.125                                     | 71,05                                      | 9/11                                       | - José Alberto Cúneo Vergés - Víctor Alfredo Lossi - Alberto Leal - Sergio Miguel Miranda - Paula María Khoder - Daniel Alberto Herrera - Héctor Aldo Salomón - Angélica Manzanedo - Juan S. Gutiérrez |
| Leal a la Gente                            | Frente Fundacional                         | 11.879                                     | 12,36                                      |                                            | 96.125                                     | 71,05                                      | 9/11                                       | - José Alberto Cúneo Vergés - Víctor Alfredo Lossi - Alberto Leal - Sergio Miguel Miranda - Paula María Khoder - Daniel Alberto Herrera - Héctor Aldo Salomón - Angélica Manzanedo - Juan S. Gutiérrez |
| Federalismo Provincial                     | Frente Fundacional                         | 9.693                                      | 10,08                                      |                                            | 96.125                                     | 71,05                                      | 9/11                                       | - José Alberto Cúneo Vergés - Víctor Alfredo Lossi - Alberto Leal - Sergio Miguel Miranda - Paula María Khoder - Daniel Alberto Herrera - Héctor Aldo Salomón - Angélica Manzanedo - Juan S. Gutiérrez |
| El 24 de Febrero                           | Frente Fundacional                         | 9.678                                      | 10,07                                      |                                            | 96.125                                     | 71,05                                      | 9/11                                       | - José Alberto Cúneo Vergés - Víctor Alfredo Lossi - Alberto Leal - Sergio Miguel Miranda - Paula María Khoder - Daniel Alberto Herrera - Héctor Aldo Salomón - Angélica Manzanedo - Juan S. Gutiérrez |
| Para una Generación Nueva                  | Frente Fundacional                         | 9.213                                      | 9,58                                       |                                            | 96.125                                     | 71,05                                      | 9/11                                       | - José Alberto Cúneo Vergés - Víctor Alfredo Lossi - Alberto Leal - Sergio Miguel Miranda - Paula María Khoder - Daniel Alberto Herrera - Héctor Aldo Salomón - Angélica Manzanedo - Juan S. Gutiérrez |
| Unión Comunas Rurales Este                 | Frente Fundacional                         | 6.284                                      | 6,54                                       |                                            | 96.125                                     | 71,05                                      | 9/11                                       | - José Alberto Cúneo Vergés - Víctor Alfredo Lossi - Alberto Leal - Sergio Miguel Miranda - Paula María Khoder - Daniel Alberto Herrera - Héctor Aldo Salomón - Angélica Manzanedo - Juan S. Gutiérrez |
| Coraje Hacia el Progreso                   | Frente Fundacional                         | 3.426                                      | 3,56                                       |                                            | 96.125                                     | 71,05                                      | 9/11                                       | - José Alberto Cúneo Vergés - Víctor Alfredo Lossi - Alberto Leal - Sergio Miguel Miranda - Paula María Khoder - Daniel Alberto Herrera - Héctor Aldo Salomón - Angélica Manzanedo - Juan S. Gutiérrez |
| Línea Fundacional                          | Frente Fundacional                         | 2.696                                      | 2,80                                       |                                            | 96.125                                     | 71,05                                      | 9/11                                       | - José Alberto Cúneo Vergés - Víctor Alfredo Lossi - Alberto Leal - Sergio Miguel Miranda - Paula María Khoder - Daniel Alberto Herrera - Héctor Aldo Salomón - Angélica Manzanedo - Juan S. Gutiérrez |
| 17 de Noviembre                            | Frente Fundacional                         | 2.347                                      | 2,44                                       |                                            | 96.125                                     | 71,05                                      | 9/11                                       | - José Alberto Cúneo Vergés - Víctor Alfredo Lossi - Alberto Leal - Sergio Miguel Miranda - Paula María Khoder - Daniel Alberto Herrera - Héctor Aldo Salomón - Angélica Manzanedo - Juan S. Gutiérrez |
| La Línea Fundacional                       | Frente Fundacional                         | 1.824                                      | 1,90                                       |                                            | 96.125                                     | 71,05                                      | 9/11                                       | - José Alberto Cúneo Vergés - Víctor Alfredo Lossi - Alberto Leal - Sergio Miguel Miranda - Paula María Khoder - Daniel Alberto Herrera - Héctor Aldo Salomón - Angélica Manzanedo - Juan S. Gutiérrez |
| Movimiento Reformista del Este             | Frente Fundacional                         | 1.466                                      | 1,53                                       |                                            | 96.125                                     | 71,05                                      | 9/11                                       | - José Alberto Cúneo Vergés - Víctor Alfredo Lossi - Alberto Leal - Sergio Miguel Miranda - Paula María Khoder - Daniel Alberto Herrera - Héctor Aldo Salomón - Angélica Manzanedo - Juan S. Gutiérrez |
| Nueva Generación de Tucumanos              | Frente Fundacional                         | 912                                        | 0,95                                       |                                            | 96.125                                     | 71,05                                      | 9/11                                       | - José Alberto Cúneo Vergés - Víctor Alfredo Lossi - Alberto Leal - Sergio Miguel Miranda - Paula María Khoder - Daniel Alberto Herrera - Héctor Aldo Salomón - Angélica Manzanedo - Juan S. Gutiérrez |
| La Buena Justicia Social                   | Frente Fundacional                         | 882                                        | 0,92                                       |                                            | 96.125                                     | 71,05                                      | 9/11                                       | - José Alberto Cúneo Vergés - Víctor Alfredo Lossi - Alberto Leal - Sergio Miguel Miranda - Paula María Khoder - Daniel Alberto Herrera - Héctor Aldo Salomón - Angélica Manzanedo - Juan S. Gutiérrez |
| Fuerza Azul Justicialista                  | Frente Fundacional                         | 658                                        | 0,68                                       |                                            | 96.125                                     | 71,05                                      | 9/11                                       | - José Alberto Cúneo Vergés - Víctor Alfredo Lossi - Alberto Leal - Sergio Miguel Miranda - Paula María Khoder - Daniel Alberto Herrera - Héctor Aldo Salomón - Angélica Manzanedo - Juan S. Gutiérrez |
| Lealtad Peronista                          | Frente Fundacional                         | 591                                        | 0,61                                       |                                            | 96.125                                     | 71,05                                      | 9/11                                       | - José Alberto Cúneo Vergés - Víctor Alfredo Lossi - Alberto Leal - Sergio Miguel Miranda - Paula María Khoder - Daniel Alberto Herrera - Héctor Aldo Salomón - Angélica Manzanedo - Juan S. Gutiérrez |
| Garantía de Trabajo y Honestidad           | Frente Fundacional                         | 193                                        | 0,20                                       |                                            | 96.125                                     | 71,05                                      | 9/11                                       | - José Alberto Cúneo Vergés - Víctor Alfredo Lossi - Alberto Leal - Sergio Miguel Miranda - Paula María Khoder - Daniel Alberto Herrera - Héctor Aldo Salomón - Angélica Manzanedo - Juan S. Gutiérrez |
| Compromiso Social Justicialista            | Frente Fundacional                         | 57                                         | 0,06                                       |                                            | 96.125                                     | 71,05                                      | 9/11                                       | - José Alberto Cúneo Vergés - Víctor Alfredo Lossi - Alberto Leal - Sergio Miguel Miranda - Paula María Khoder - Daniel Alberto Herrera - Héctor Aldo Salomón - Angélica Manzanedo - Juan S. Gutiérrez |
| Desempleados Unidos                        | Frente Fundacional                         | 2                                          | 0,00                                       |                                            | 96.125                                     | 71,05                                      | 9/11                                       | - José Alberto Cúneo Vergés - Víctor Alfredo Lossi - Alberto Leal - Sergio Miguel Miranda - Paula María Khoder - Daniel Alberto Herrera - Héctor Aldo Salomón - Angélica Manzanedo - Juan S. Gutiérrez |
|                                            | Frente Unión por Tucumán                   | Alternativa Social                         | 9.565                                      | 45,81                                      | 20.878                                     | 15,43                                      | 1/11                                       | - Olijela del Valle Rivas |
| de los Independientes                      | Frente Unión por Tucumán                   | 3.243                                      | 15,53                                      |                                            | 20.878                                     | 15,43                                      | 1/11                                       | - Olijela del Valle Rivas |
| Podemos                                    | Frente Unión por Tucumán                   | 2.181                                      | 10,45                                      |                                            | 20.878                                     | 15,43                                      | 1/11                                       | - Olijela del Valle Rivas |
| Participación Ciudadana por el Este        | Frente Unión por Tucumán                   | 2.128                                      | 10,19                                      |                                            | 20.878                                     | 15,43                                      | 1/11                                       | - Olijela del Valle Rivas |
| Unidos                                     | Frente Unión por Tucumán                   | 1.278                                      | 6,12                                       |                                            | 20.878                                     | 15,43                                      | 1/11                                       | - Olijela del Valle Rivas |
| Alternativa Institucional                  | Frente Unión por Tucumán                   | 888                                        | 4,25                                       |                                            | 20.878                                     | 15,43                                      | 1/11                                       | - Olijela del Valle Rivas |
| Renovación del Este                        | Frente Unión por Tucumán                   | 884                                        | 4,23                                       |                                            | 20.878                                     | 15,43                                      | 1/11                                       | - Olijela del Valle Rivas |
| Recrear                                    | Frente Unión por Tucumán                   | 711                                        | 3,41                                       |                                            | 20.878                                     | 15,43                                      | 1/11                                       | - Olijela del Valle Rivas |
|                                            | Fuerza Republicana                         | Fuerza del Este                            | 7.544                                      | 46,33                                      | 16.283                                     | 12,03                                      | 1/11                                       | - Francisco Alberto Torres |
| Republicanos en Serio                      | Fuerza Republicana                         | 3.662                                      | 22,49                                      |                                            | 16.283                                     | 12,03                                      | 1/11                                       | - Francisco Alberto Torres |
| Potencia Republicana                       | Fuerza Republicana                         | 3.371                                      | 20,70                                      |                                            | 16.283                                     | 12,03                                      | 1/11                                       | - Francisco Alberto Torres |
| Por un Bienestar Mejor                     | Fuerza Republicana                         | 1.706                                      | 10,48                                      |                                            | 16.283                                     | 12,03                                      | 1/11                                       | - Francisco Alberto Torres |
|                                            | Frente Anticorrupción                      | Renzo la Esperanza                         | 651                                        | 68,45                                      | 951                                        | 0,70                                       |                                            | |
| Unidos Triunfaremos con Renzo              | Frente Anticorrupción                      | 300                                        | 31,55                                      |                                            | 951                                        | 0,70                                       |                                            | |
|                                            | Frente Amplio por Tucumán                  | Autogobierno y Derechos Sociales           | 330                                        | 69,33                                      | 476                                        | 0,35                                       |                                            | |
| Nueva Integración                          | Frente Amplio por Tucumán                  | 146                                        | 30,67                                      |                                            | 476                                        | 0,35                                       |                                            | |
|                                            | Partido Humanista                          | —                                          | —                                          | —                                          | 252                                        | 0,19                                       |                                            | |
|                                            | Izquierda Unida                            | —                                          | —                                          | —                                          | 241                                        | 0,18                                       |                                            | |
|                                            | Partido Obrero                             | —                                          | —                                          | —                                          | 95                                         | 0,07                                       |                                            | |
| Votos positivos                            | Votos positivos                            | Votos positivos                            | Votos positivos                            | Votos positivos                            | 135.301                                    | Sin datos                                  |                                            | |
| Votos en blanco                            | Votos en blanco                            | Votos en blanco                            | Votos en blanco                            | Votos en blanco                            | Sin datos                                  | Sin datos                                  |                                            | |
| Votos nulos                                | Votos nulos                                | Votos nulos                                | Votos nulos                                | Votos nulos                                | Sin datos                                  | Sin datos                                  |                                            | |
| Participación                              | Participación                              | Participación                              | Participación                              | Participación                              | Sin datos                                  | Sin datos                                  |                                            | |
| Electores registrados                      | Electores registrados                      | Electores registrados                      | Electores registrados                      | Electores registrados                      | 205.737                                    | 100                                        |                                            | |
| Sección Electoral III – Oeste 11 Diputados |                                            |                                            |                                            |                                            |                                            |                                            |                                            | |
| Lema                                       | Lema                                       | Sublema                                    | Sublema                                    | Sublema                                    | Lema                                       | Lema                                       | Lema                                       | Lema |
| Lema                                       | Lema                                       | Sublema                                    | Votos                                      | %                                          | Votos                                      | %                                          | Bancas                                     | Electos |
|                                            | Frente Fundacional                         | Camino Fundacional                         | 24.613                                     | 20,98                                      | 117.319                                    | 60,16                                      | 8/11                                       | - Sisto Benjamín Terán Nougués - Raúl Oscar Hadla - Juan Enrique Orellana - Oscar Godoy - José Antonio Teri - Alejandro Martínez - Luis Castro - Regino Néstor Amado                                   |
| Integración Justicialista                  | Frente Fundacional                         | 19.150                                     | 16,32                                      |                                            | 117.319                                    | 60,16                                      | 8/11                                       | - Sisto Benjamín Terán Nougués - Raúl Oscar Hadla - Juan Enrique Orellana - Oscar Godoy - José Antonio Teri - Alejandro Martínez - Luis Castro - Regino Néstor Amado                                   |
| Peronismo para Todos                       | Frente Fundacional                         | 17.412                                     | 14,84                                      |                                            | 117.319                                    | 60,16                                      | 8/11                                       | - Sisto Benjamín Terán Nougués - Raúl Oscar Hadla - Juan Enrique Orellana - Oscar Godoy - José Antonio Teri - Alejandro Martínez - Luis Castro - Regino Néstor Amado                                   |
| La Línea Fundacional                       | Frente Fundacional                         | 15.283                                     | 13,03                                      |                                            | 117.319                                    | 60,16                                      | 8/11                                       | - Sisto Benjamín Terán Nougués - Raúl Oscar Hadla - Juan Enrique Orellana - Oscar Godoy - José Antonio Teri - Alejandro Martínez - Luis Castro - Regino Néstor Amado                                   |
| Coraje Hacia el Progreso                   | Frente Fundacional                         | 13.606                                     | 11,60                                      |                                            | 117.319                                    | 60,16                                      | 8/11                                       | - Sisto Benjamín Terán Nougués - Raúl Oscar Hadla - Juan Enrique Orellana - Oscar Godoy - José Antonio Teri - Alejandro Martínez - Luis Castro - Regino Néstor Amado                                   |
| Esperanza Peronista                        | Frente Fundacional                         | 10.784                                     | 9,19                                       |                                            | 117.319                                    | 60,16                                      | 8/11                                       | - Sisto Benjamín Terán Nougués - Raúl Oscar Hadla - Juan Enrique Orellana - Oscar Godoy - José Antonio Teri - Alejandro Martínez - Luis Castro - Regino Néstor Amado                                   |
| La Corriente Tucumána                      | Frente Fundacional                         | 9.010                                      | 7,68                                       |                                            | 117.319                                    | 60,16                                      | 8/11                                       | - Sisto Benjamín Terán Nougués - Raúl Oscar Hadla - Juan Enrique Orellana - Oscar Godoy - José Antonio Teri - Alejandro Martínez - Luis Castro - Regino Néstor Amado                                   |
| Peronismo para la Victoria                 | Frente Fundacional                         | 5.588                                      | 4,76                                       |                                            | 117.319                                    | 60,16                                      | 8/11                                       | - Sisto Benjamín Terán Nougués - Raúl Oscar Hadla - Juan Enrique Orellana - Oscar Godoy - José Antonio Teri - Alejandro Martínez - Luis Castro - Regino Néstor Amado                                   |
| Más que Vencedores                         | Frente Fundacional                         | 886                                        | 0,76                                       |                                            | 117.319                                    | 60,16                                      | 8/11                                       | - Sisto Benjamín Terán Nougués - Raúl Oscar Hadla - Juan Enrique Orellana - Oscar Godoy - José Antonio Teri - Alejandro Martínez - Luis Castro - Regino Néstor Amado                                   |
| Gente Nueva                                | Frente Fundacional                         | 795                                        | 0,68                                       |                                            | 117.319                                    | 60,16                                      | 8/11                                       | - Sisto Benjamín Terán Nougués - Raúl Oscar Hadla - Juan Enrique Orellana - Oscar Godoy - José Antonio Teri - Alejandro Martínez - Luis Castro - Regino Néstor Amado                                   |
| Dirigencia Nueva del Oeste                 | Frente Fundacional                         | 171                                        | 0,15                                       |                                            | 117.319                                    | 60,16                                      | 8/11                                       | - Sisto Benjamín Terán Nougués - Raúl Oscar Hadla - Juan Enrique Orellana - Oscar Godoy - José Antonio Teri - Alejandro Martínez - Luis Castro - Regino Néstor Amado                                   |
| Menem Conducción                           | Frente Fundacional                         | 21                                         | 0,02                                       |                                            | 117.319                                    | 60,16                                      | 8/11                                       | - Sisto Benjamín Terán Nougués - Raúl Oscar Hadla - Juan Enrique Orellana - Oscar Godoy - José Antonio Teri - Alejandro Martínez - Luis Castro - Regino Néstor Amado                                   |
|                                            | Frente Unión por Tucumán                   | Convergencia y Participación               | 13.607                                     | 30,99                                      | 43.907                                     | 22,52                                      | 2/11                                       | - Roberto Palina - Ramón Graneros |
| Podemos                                    | Frente Unión por Tucumán                   | 8.382                                      | 19,09                                      |                                            | 43.907                                     | 22,52                                      | 2/11                                       | - Roberto Palina - Ramón Graneros |
| Alternativa Social                         | Frente Unión por Tucumán                   | 7.745                                      | 17,64                                      |                                            | 43.907                                     | 22,52                                      | 2/11                                       | - Roberto Palina - Ramón Graneros |
| Recrear                                    | Frente Unión por Tucumán                   | 6.684                                      | 15,22                                      |                                            | 43.907                                     | 22,52                                      | 2/11                                       | - Roberto Palina - Ramón Graneros |
| Juventud y Acción Solidaria                | Frente Unión por Tucumán                   | 3.812                                      | 8,68                                       |                                            | 43.907                                     | 22,52                                      | 2/11                                       | - Roberto Palina - Ramón Graneros |
| Participación y Solidaridad                | Frente Unión por Tucumán                   | 1.473                                      | 3,35                                       |                                            | 43.907                                     | 22,52                                      | 2/11                                       | - Roberto Palina - Ramón Graneros |
| Por Desarrollo y Trabajo                   | Frente Unión por Tucumán                   | 1.191                                      | 2,71                                       |                                            | 43.907                                     | 22,52                                      | 2/11                                       | - Roberto Palina - Ramón Graneros |
| Federalismo Tucumán                        | Frente Unión por Tucumán                   | 716                                        | 1,63                                       |                                            | 43.907                                     | 22,52                                      | 2/11                                       | - Roberto Palina - Ramón Graneros |
| Honestidad para Todos                      | Frente Unión por Tucumán                   | 230                                        | 0,52                                       |                                            | 43.907                                     | 22,52                                      | 2/11                                       | - Roberto Palina - Ramón Graneros |
| Comprometidos con Tucumán                  | Frente Unión por Tucumán                   | 67                                         | 0,15                                       |                                            | 43.907                                     | 22,52                                      | 2/11                                       | - Roberto Palina - Ramón Graneros |
|                                            | Fuerza Republicana                         | Compromiso y Solidaridad                   | 13.569                                     | 58,15                                      | 23.334                                     | 11,97                                      | 1/11                                       | - Ramón Sierra |
| Azul y Blanco Republicano                  | Fuerza Republicana                         | 6.771                                      | 29,02                                      |                                            | 23.334                                     | 11,97                                      | 1/11                                       | - Ramón Sierra |
| Republicanos en Acción                     | Fuerza Republicana                         | 2.994                                      | 12,83                                      |                                            | 23.334                                     | 11,97                                      | 1/11                                       | - Ramón Sierra |
|                                            | Frente Anticorrupción                      | La Hora del Pueblo                         | 4.252                                      | 61,76                                      | 6.881                                      | 3,53                                       |                                            | |
| Movimiento Nacional y Popular              | Frente Anticorrupción                      | 1.527                                      | 22,19                                      |                                            | 6.881                                      | 3,53                                       |                                            | |
| Renzo Ahora                                | Frente Anticorrupción                      | 692                                        | 10,06                                      |                                            | 6.881                                      | 3,53                                       |                                            | |
| Renzo la Esperanza                         | Frente Anticorrupción                      | 297                                        | 4,32                                       |                                            | 6.881                                      | 3,53                                       |                                            | |
| Unidos Triunfaremos con Renzo              | Frente Anticorrupción                      | 113                                        | 1,64                                       |                                            | 6.881                                      | 3,53                                       |                                            | |
|                                            | Partido de los Trabajadores                | Conducción para el Cambio                  | —                                          | —                                          | 1.197                                      | 0,61                                       |                                            | |
|                                            | Voluntad Objetiva de Servir                | Sumar con Vos                              | —                                          | —                                          | 1.095                                      | 0,56                                       |                                            | |
|                                            | Partido Humanista                          | —                                          | —                                          | —                                          | 557                                        | 0,29                                       |                                            | |
|                                            | Izquierda Unida                            | —                                          | —                                          | —                                          | 443                                        | 0,23                                       |                                            | |
|                                            | Partido Obrero                             | —                                          | —                                          | —                                          | 268                                        | 0,14                                       |                                            | |
| Votos positivos                            | Votos positivos                            | Votos positivos                            | Votos positivos                            | Votos positivos                            | 195.001                                    | Sin datos                                  |                                            | |
| Votos en blanco                            | Votos en blanco                            | Votos en blanco                            | Votos en blanco                            | Votos en blanco                            | Sin datos                                  | Sin datos                                  |                                            | |
| Votos nulos                                | Votos nulos                                | Votos nulos                                | Votos nulos                                | Votos nulos                                | Sin datos                                  | Sin datos                                  |                                            | |
| Participación                              | Participación                              | Participación                              | Participación                              | Participación                              | Sin datos                                  | Sin datos                                  |                                            | |
| Electores registrados                      | Electores registrados                      | Electores registrados                      | Electores registrados                      | Electores registrados                      | 309.202                                    | 100                                        |                                            | |